# Matlhako
Matlhako est une ville du Botswana.